# Daniele De Rossi
Daniele De Rossi, Cavaliere Ufficiale OMRI, född 24 juli 1983 i Rom i Italien, är en italiensk före detta fotbollsspelare som senast var tränare för AS Roma. Han spelade sist som central mittfältare för argentinska Boca Juniors och var med i truppen när italienska landslaget vann VM i fotboll 2006.

## Klubbkarriär

### Roma
De Rossi spelade först för Romas ungdomslag, där hans far, den före detta Roma-spelaren Alberto De Rossi, var tränare. Han utvecklades till nyckelspelare på mittfältet med sin styrka och mentalitet och gjorde 10 oktober 2001 A-lagsdebut för Roma mot belgiska Anderlecht i Uefa Champions League. Det dröjde ett par år till innan han fick göra Serie A-debut, närmare bestämt till 3 maj 2003. Bara en vecka senare spelade han sin första A-lagsmatch från start och gjorde då även sitt första mål mot Torino. 
Den 5 februari 2012 skrev han på ett nytt 5-årskontrakt med AS Roma.

### "Guds hand"
De Rossi berömdes av domaren Mauro Bergonzi efter att han gjorde 2–0-målet mot Messina 19 mars 2006 med handen som han strax därefter erkände. Domaren och motståndarna var tacksamma för erkännandet, då domaren innan erkännandet hade godkänt målet. Roma vann ändå matchen med 2–1.

### Boca Juniors
Den 18 juli 2019 skrev De Rossi på för den argentinska storklubben Boca Juniors.

## Internationell karriär

### U21-landslaget
De Rossi spelade många matcher för Italiens U21-landslag, med vilka han vann U21-VM 2004. Samma år tog laget brons i olympiska spelen i Aten efter Argentina och Paraguay. Han gjorde även ett mål under olympiska spelen.

### VM 2006
Bara några veckor efter återvändon från OS fick han göra sin debut för seniorlandslaget i kvalet till VM 2006 mot Norge, där man vann med 2–1. De Rossi togs även med i seniorlandslaget till själva mästerskapet, men fick rött kort i en gruppspelsmatch mot USA efter att ha armbågat Brian McBride i ansiktet. Han bad efter matchen om ursäkt till McBride, men blev avstängd i fyra matcher och bötades med 10 000 CHF.
Han återvände efter avstängningen som avbytare till Roma-kamraten Francesco Totti i finalen mot Frankrike i 61:a minuten. Finalen gick till straffläggning efter resultatet 1–1 efter förlängningen och De Rossi gjorde mål på den tredje straffsparken och hjälpte Italien till sitt fjärde VM-guld.

### EM 2008
De Rossi spelade i alla Italiens kvalmatcher till EM 2008 och gjorde ett mål mot Georgien. Han fick äran att bära tröjnummer 10 istället för Totti som fortfarande inte har återvänt till landslaget sedan VM-finalen.
De Rossi var tidvis landslagskapten, mot Sydafrika 17 oktober 2007, mot Portugal 6 februari 2008 och i de sista minuterna av kvalmatchen mot Färöarna.

### Senare turneringar
De Rossi representerade Italien också i VM 2010, EM 2012, VM 2014 och EM 2016. Då Italien misslyckats med att kvalificera sig till VM 2018, efter förlust med 1-0 i playoffmötet med Sverige i november 2017, meddelade han att hans landslagskarriär var över.

## Meriter

### AS Roma
Serie A
Andra plats: 2003/2004, 2005/2006, 2006/2007.
Coppa Italia
Vinnare: 2006/2007
Andra plats: 2004/2005, 2005/2006.
Supercupen
Vinnare: 2007.
Andra plats: 2006.

### Landslaget
VM i fotboll
Vinnare: 2006.
U21-EM
Vinnare: 2004.
Olympiska spelen
Bronsmedalj: 2004.

### Personliga meriter
Årets unga spelare i Serie A
2006

## Statistik
Senast uppdaterat 2 september 2017.
| Säsong     | Klubb      | Liga       | Inhemska ligan | Inhemska ligan | Inhemska cupen | Inhemska cupen | Europamatcher | Europamatcher | Sammanlagt | Sammanlagt |
| ---------- | ---------- | ---------- | -------------- | -------------- | -------------- | -------------- | ------------- | ------------- | ---------- | ---------- |
| Säsong     | Klubb      | Liga       | SM             | GM             | SM             | GM             | SM            | GM            | SM         | GM         |
| 2001/2002  | AS Roma    | Serie A    | 0              | 0              | 3              | 0              | 1             | 0             | 4          | 0          |
| 2002/2003  | AS Roma    | Serie A    | 4              | 2              | 3              | 0              | 0             | 0             | 7          | 2          |
| 2003/2004  | AS Roma    | Serie A    | 17             | 0              | 4              | 0              | 6             | 1             | 27         | 1          |
| 2004/2005  | AS Roma    | Serie A    | 30             | 2              | 5              | 1              | 3             | 1             | 38         | 4          |
| 2005/2006  | AS Roma    | Serie A    | 34             | 6              | 3              | 0              | 7             | 0             | 44         | 6          |
| 2006/2007  | AS Roma    | Serie A    | 36             | 2              | 9              | 2              | 10            | 2             | 55         | 6          |
| 2007/2008  | AS Roma    | Serie A    | 34             | 5              | 7              | 1              | 10            | 0             | 51         | 6          |
| 2008/2009  | AS Roma    | Serie A    | 33             | 3              | 3              | 1              | 7             | 0             | 43         | 4          |
| 2009/2010  | AS Roma    | Serie A    | 33             | 7              | 4              | 1              | 12            | 3             | 49         | 11         |
| 2010/2011  | AS Roma    | Serie A    | 28             | 2              | 5              | 0              | 7             | 1             | 40         | 3          |
| 2011/2012  | AS Roma    | Serie A    | 32             | 4              | 0              | 0              | 0             | 0             | 32         | 4          |
| 2012/2013  | AS Roma    | Serie A    | 25             | 0              | 4              | 0              | 0             | 0             | 29         | 0          |
| 2013/2014  | AS Roma    | Serie A    | 32             | 1              | 4              | 0              | 0             | 0             | 36         | 1          |
| 2014/2015  | AS Roma    | Serie A    | 26             | 2              | 1              | 1              | 7             | 0             | 34         | 3          |
| 2015/2016  | AS Roma    | Serie A    | 24             | 1              | 1              | 0              | 6             | 2             | 31         | 3          |
| 2016/2017  | AS Roma    | Serie A    | 31             | 4              | 1              | 0              | 8             | 1             | 40         | 5          |
| 2017/2018  | AS Roma    | Serie A    | 2              | 0              | 0              | 0              | 0             | 0             | 0          | 2          |
| Sammanlagt | Sammanlagt | Sammanlagt | 421            | 41             | 58             | 7              | 84            | 11            | 563        | 59         |

## Kuriosa
- De Rossi är gift med Tamara Pisnoli som han har en dotter som heter Gaia (född 16 juni 2005) med.
- Son till f.d. Romaspelaren Alberto De Rossi.
- Spelade som anfallare för AS Ostiamare Lido Calcio innan han gick över till Romas ungdomslag.
- Gjorde debut för Roma med tröjnummer 27 som han bar i två säsonger. Efter det bytte han till nummer 4 som han även bar under VM 2006. Numera bär han tröjnummer 16, efter hans dotters födelsedatum.